# گالوست وارطان
باگراتونی گالوست وارطان (ارمنی: Գալուստ Վարդան؛ انگلیسی: Pacradooni Kaloost Vartan یک پزشک، میسیونر، مترجم و نیکوکار مردم ارمنی بود که نخستین بیمارستان در جلیل تحت سلطه امپراتوری عثمانی را تحت عنوان بیمارستان نازارت بنیانگذاری نمود.

## زندگی‌نامه
وی پسر یک خیاط تهیدست بود که در سال ۱۸۳۵ کنستانتینوپل به دنیا آمد و در سال ۱۹۰۸ در سن ۷۳ سالگی درگذشت.